# Wayne Routledge
Wayne Neville Anthony Routledge (Sidcup, 7 januari 1985) is een Engels voormalig betaald voetballer die bij voorkeur op het middenveld speelde. Hij tekende in augustus 2011 bij het dan net naar de Premier League gepromoveerde Swansea City, waar hij in januari 2017 bijtekende tot medio 2019. Routledge was actief in verschillende Engelse nationale jeugdelftallen.

## Clubcarrière
Routledge stroomde in 2001 door vanuit de jeugd vanCrystal Palace. Daarvoor maakte hij op 17 september 2002 op zestienjarige leeftijd zijn debuut in het eerste elftal in een wedstrijd tegen Wolverhampton Wanderers. Hij scoorde na één minuut zijn eerste doelpunt.
Aan het eind van het seizoen 2004/05 verhuisde Routledge Tottenham Hotspur. Na een klein halfjaar maakte hij zijn debuut voor de Spurs in een wedstrijd tegen Portsmouth. De rest van het seizoen werd hij aan diezelfde club verhuurd en speelde hij dertien keer voor ze. Ook het seizoen daarop werd hij verhuurd, nu aan Fulham.
Tottenham verkocht Routledge in januari 2008 aan Aston Villa. In het resterende halfjaar speelde hij hiervoor twee wedstrijden in het eerste elftal. De club verhuurde hem in het volgende seizoen voor twee maanden aan Cardiff City, waar hij in negen wedstrijden twee goals maakte.
In januari 2009 tekende Routledge een contract voor 3,5 jaar bij Queens Park Rangers. Hier was hij een waarde.
Na één jaar bij 'QPR' tekende Routledge bij Newcastle United, op dat moment actief in de Championship. Hij promoveerde na één jaar met de club naar de Premier League. Bij aanvang van het nieuwe seizoen behoorde hij niet meer tot basiself. In de winterstop werd hij verhuurd aan zijn oude club, QPR. Daar was hij wel weer een basisspeler en hij werd kampioen in de Championship met de club.
Routledge tekende in augustus 2011 bij Swansea City, dat dan net naar de Premier League is gepromoveerd. Op 2 januari 2012 maakte hij zijn eerste doelpunt in dienst van Swansea, in een wedstrijd tegen Aston Villa.

## Internationale carrière
Routledge kwam voor verschillende Engelse jeugdelftallen uit. Hij maakte in 2007 deel uit van het Engelse team dat actief was op het EK 2007 -21. In dat toernooi strandde het Engelse team na strafschoppen in de halve finale tegen Nederland.

## Erelijst
| Competitie            |                  |                  |                  |                  |
| Competitie            | Aantal           | Jaren            |                  |                  |
| Newcastle United      | Newcastle United | Newcastle United | Newcastle United | Newcastle United |
| --------------------- | ---------------- | ---------------- | ---------------- | ---------------- |
| Kampioen Championship | 1x               | 2009/10          |                  |                  |
| Queens Park Rangers   |                  |                  |                  |                  |
| Kampioen Championship | 1x               | 2010/11          |                  |                  |
| Swansea City          |                  |                  |                  |                  |
| League Cup            | 1x               | 2012/13          |                  |                  |